# Környei-vízfolyás
A Környei-vízfolyás a Környe mellett ered, Komárom-Esztergom vármegyében, mintegy 220 méteres tengerszint feletti magasságban. A patak forrásától kezdve északnyugati irányban halad, majd Környénél eléri az Által-ért.

## Part menti település
- Környe